# Walt Whitman
Walter Whitman (født 31. maj 1819, død 26. marts 1892) var en amerikansk digter, journalist og humanist.
Whitman blev udråbt til at være den "største af alle amerikanske digtere" af mange udenlandske observatører kun fire år efter sin død, og han anses som den første bydigter. Hans arbejde er blevet oversat til mere end 25 sprog. Whitman er blandt de mest indflydelsesrige  digtere i den amerikanske kanon. Hans arbejde er blevet beskrevet som et "uhøfligt chok". Han forlod den metriske opbygning, som europæisk tradition byggede på, til fordel for en ekspansionistisk, fri stil, hvor versene var "irregulære", men "smukt-rytmiske" — hvilket repræsenterede hans filosofiske mening om, at USA var bestemt til at genopfinde verden som dens frigører og befrier af den menneskelige ånd. Som Whitman skrev i Leaves of Grass (By Blue Ontario's Shore), "Rhymes and rhymers pass away— . . . America justifies itself, give it time . . ."
Hans digte er oversat til dansk i udvalg, af bl.a. Johannes V. Jensen, Thøger Larsen, Frederik Schyberg og Poul Borum. 